# Panthera leo leo
Panthera leo leo (Linnaeus, 1758) è una sottospecie di leone presente nell'Africa occidentale, nel nord dell'Africa centrale e in India. In Africa occidentale e centrale si trova ormai solo in popolazioni frammentate e isolate, con un andamento demografico in costante declino. In letteratura è stato spesso indicato come leone settentrionale.
Secondo uno studio filogeografico, le popolazioni di leoni dell'Africa occidentale e centrale mostrano una stretta affinità genetica con quelle dell'India, costituendo un grande clade distinto da quello delle popolazioni dell'Africa orientale e meridionale. Nel 2017, la Cat Classification Task Force dello IUCN Cat Specialist Group ha riconosciuto ufficialmente due sottospecie principali di leone corrispondenti a questi cladi: P. l. leo e P. l. melanochaita. All'interno di P. l. leo si distinguono chiaramente tre subcladi: uno asiatico (che include anche i leoni berberi estinti del Nord Africa), uno dell'Africa occidentale e uno dell'Africa centrale a nord della fascia pluviale.
P. l. leo è estinto in modo regionale nell'Africa settentrionale, nell'Europa meridionale e in Asia occidentale. L'unica popolazione asiatica superstite vive nel Parco nazionale di Gir e nelle aree circostanti, in India. La popolazione dell'Africa occidentale è geograficamente isolata e comprende meno di 250 individui maturi, motivo per cui è classificata come criticamente minacciata nella Lista Rossa IUCN.

## Tassonomia
Un leone proveniente da Costantina, in Algeria, fu designato come esemplare tipo per il nome specifico Felis leo, adottato da Carl Linnaeus nel 1758. Nel XIX e XX secolo, diversi esemplari zoologici di leoni provenienti da Africa e Asia furono descritti e proposti come sottospecie distinte:
- Felis leo persicus, descritto nel 1826 da Johann N. Meyer a partire da una pelle proveniente dalla Persia;[11]
- Felis leo senegalensis, anch'esso descritto da Meyer nel 1826 a partire da una pelle proveniente dal Senegal;[11]
- Felis leo nubicus, descritto nel 1843 da Henri Marie Ducrotay de Blainville a partire da un maschio della Nubia inviato dal medico Antoine Clot da Il Cairo a Parigi, dove morì nel 1841 alla Ménagerie du Jardin des Plantes;[12]
- Leo gambianus, descritto nel 1843 da John Edward Gray a partire da un esemplare proveniente dal Gambia nella collezione del British Museum of Natural History;[13]
- Felis leo kamptzi, descritto nel 1900 da Paul Matschie a partire da un cranio proveniente dal Camerun settentrionale;[14]
- Leo leo azandicus, descritto nel 1924 da Joel Asaph Allen a partire da un maschio ucciso nel 1912 nel nord-est del Congo Belga, parte di una collezione zoologica di 588 esemplari carnivori. Allen riconobbe una stretta somiglianza cranica e dentale con Leo leo massaicus del Kenya, ma notò differenze nella colorazione del manto.[15]

Nel 1930, Reginald Innes Pocock assegnò formalmente il leone al genere Panthera nel suo studio sui leoni asiatici presenti nella collezione del British Museum of Natural History.
Negli anni successivi, si sviluppò un ampio dibattito tra gli zoologi riguardo alla validità di queste sottospecie:
- nel 1939, Glover Morrill Allen riconobbe Felis leo kamptzi e F. l. azandicus come validi taxa tra dieci sottospecie di leone;[17]
- circa trent'anni dopo, John Ellerman e Terence Morrison-Scott riconobbero solo due sottospecie nel reame paleartico: il leone africano (P. l. leo) e quello asiatico (P. l. persica);[18]
- alcuni autori considerarono P. l. nubicus una sottospecie valida, sinonimo di P. l. massaica, descritta a partire da un esemplare del Kenya;[19][20][21]
- alcuni autori considerarono P. l. azandicus sinonimo di P. l. massaicus e P. l. somaliensis, e P. l. kamptzi sinonimo di P. l. senegalensis;[19][20]
- nel 2005, Wallace Christopher Wozencraft riconobbe P. l. kamptzi, P. l. bleyenberghi e P. l. azandica come sottospecie valide;[22]
- nel 2016, i valutatori della Lista Rossa IUCN adottarono il nome P. l. leo per tutte le popolazioni africane di leone.[8]

Nel 2017, la Cat Classification Task Force dell'IUCN Cat Specialist Group ricondusse tutte le popolazioni dell'Africa settentrionale, occidentale e centrale e dell'Asia a P. l. leo, sulla base di studi genetici.

### Filogenesi

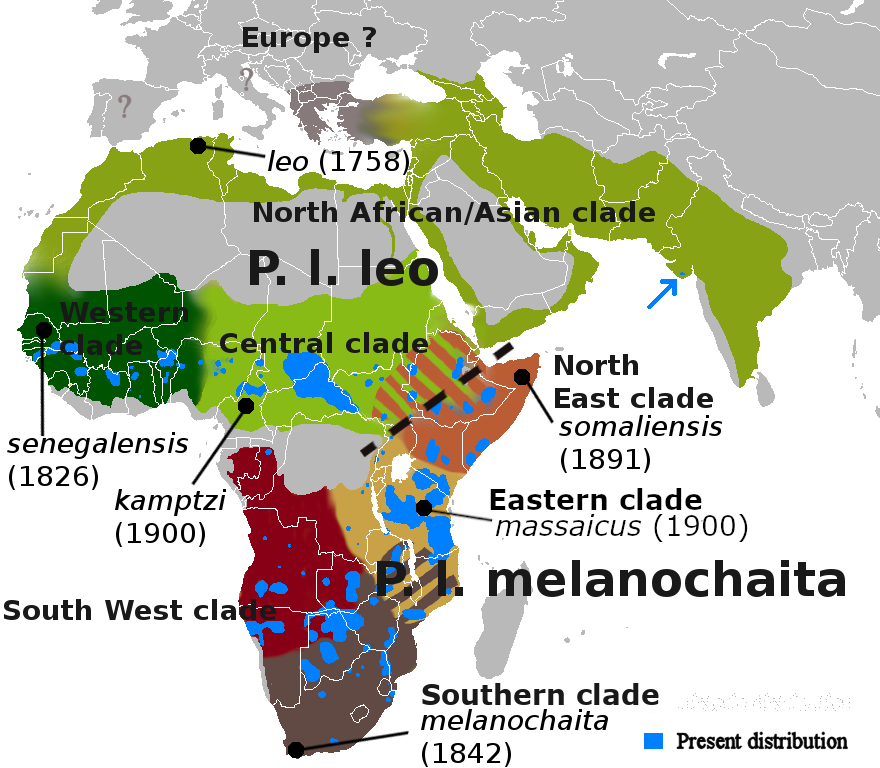
Mappa dell'areale che include i cladi proposti e le due sottospecie (P. l. leo e P. l. melanochaita) secondo la ricerca genetica.

Dall'inizio del XXI secolo, numerosi studi filogenetici sono stati condotti per chiarire lo status tassonomico degli esemplari di leone conservati nei musei e raccolti in natura. I ricercatori hanno analizzato tra 32 e 480 campioni provenienti da fino a 22 paesi. Tutti concordano sul fatto che il leone comprenda due gruppi evolutivi principali: uno nelle regioni settentrionali e orientali del suo areale storico, l'altro nell'Africa orientale e meridionale. Si stima che questi due gruppi si siano separati geneticamente tra 245.000 e 50.000 anni fa, probabilmente a causa delle barriere costituite dalla foresta pluviale tropicale e dalla Rift Valley dell'Africa orientale.
I due gruppi si sovrappongono in Etiopia: i campioni provenienti dal Parco nazionale delle Montagne di Bale sono stati raggruppati con quelli dell'Africa centrale, mentre altri campioni etiopi hanno mostrato affinità con le popolazioni dell'Africa orientale. All'interno di P. l. leo, si distinguono tre cladi principali: uno che include i leoni del Nord Africa e dell'India, un secondo che comprende quelli dell'Africa occidentale, e un terzo con i leoni delle regioni settentrionali dell'Africa centrale. L'analisi di 194 campioni provenienti da 22 paesi ha rivelato che i leoni dell'Africa centrale e occidentale si sono separati dal gruppo melanochaita dell'Africa meridionale ed orientale circa 186.000-128.000 anni fa.
I campioni dell'Africa occidentale condividevano alleli con quelli dell'Africa meridionale, mentre quelli dell'Africa centrale mostravano affinità genetiche con i leoni asiatici. Ciò suggerisce che l'Africa centrale fu un crocevia genetico per le popolazioni di leoni dopo che queste si erano separate. È possibile che siano avvenute migrazioni attraverso corridoi nel bacino del Nilo durante l'Olocene inferiore. Dati genomici di un esemplare storico del Sudan mostrano che, pur raggruppandosi con P. l. leo nelle filogenesi baste sul DNA mitocondriale, esso mostrava anche una forte affinità con P. l. melanochaita, suggerendo che la posizione tassonomica dei leoni dell'Africa centrale possa dover essere rivista.

## Descrizione

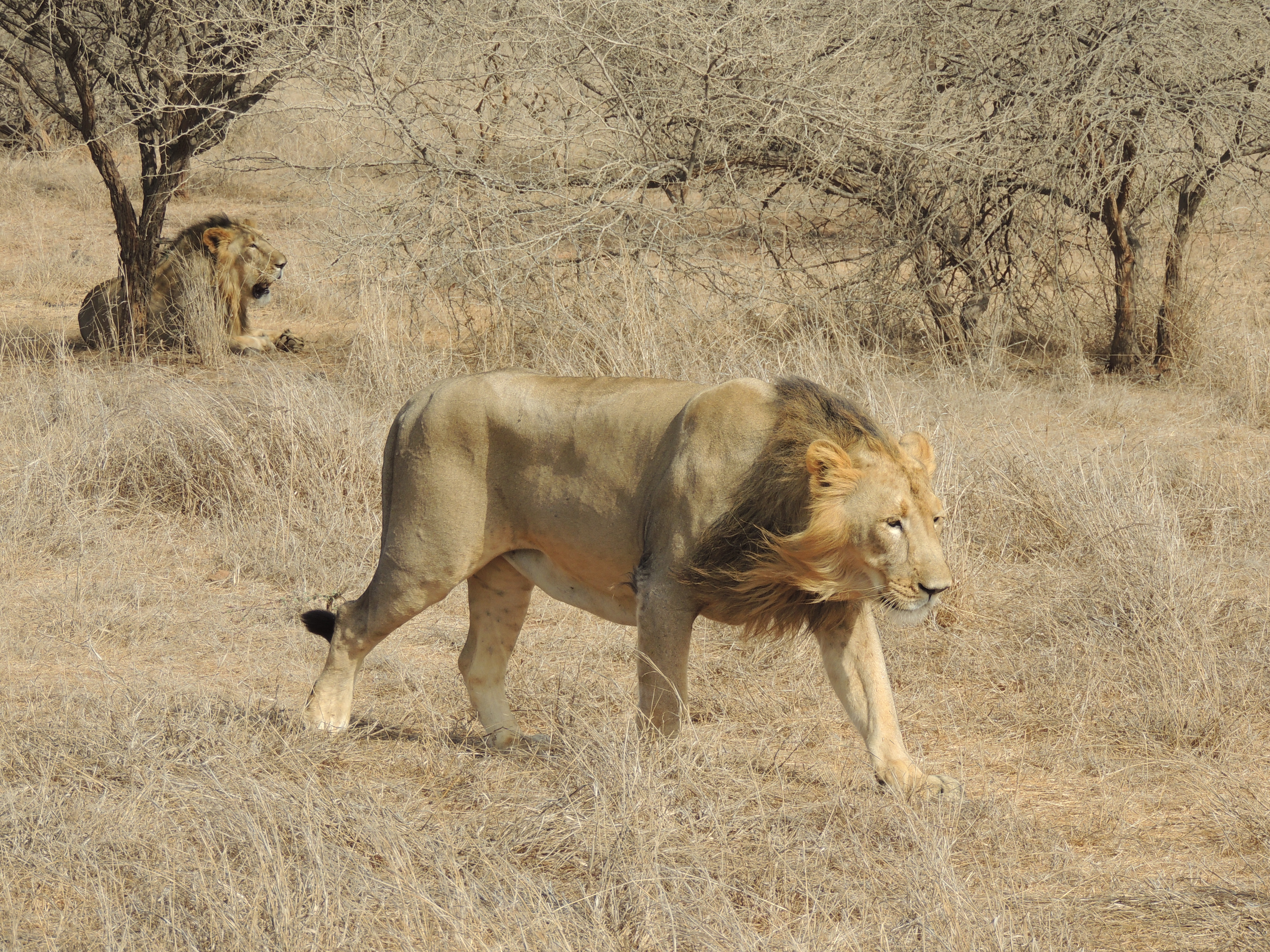
Leone asiatico nel Parco nazionale di Gir (India).

Il manto del leone varia di colore dal beige chiaro al marrone scuro. Le orecchie sono arrotondate e la coda termina con un ciuffo nero. La lunghezza media testa-corpo dei maschi è compresa tra 2,47 e 2,84 metri, con un peso che varia da 148,2 a 190,9 kg. Le femmine sono più piccole e leggere. Gli esemplari zoologici mostrano tonalità che vanno dal fulvo chiaro al fulvo scuro. I maschi possono presentare criniere corte, chiare, scure o lunghe. I tassonomisti hanno riconosciuto che né il colore né la lunghezza del manto o della criniera possono essere considerati caratteristiche sottospecifiche affidabili. In seguito si sono concentrati sulle misurazioni craniche, riscontrando che la lunghezza del cranio nei campioni di leoni berberi e indiani non differisce in modo significativo: varia da 28 a 31,17 cm nelle femmine e da 33,8 a 36,2 cm nei maschi. Alcuni esemplari di leoni dell'Africa occidentale conservati nei musei sono stati descritti come dotati di criniere più corte rispetto a quelle dei leoni di altre regioni africane. In generale, il leone dell'Africa occidentale è simile per aspetto e dimensioni ai leoni delle altre aree dell'Africa e dell'Asia. I muscoli scheletrici costituiscono il 58,8% della massa corporea del leone.

## Distribuzione e habitat
Attualmente Panthera leo leo è presente in Africa occidentale, Africa centrale e India. È considerato estinto a livello regionale in Gambia, Mauritania, Sierra Leone, Sahara Occidentale, Marocco, Algeria, Tunisia, Libia, Egitto, Arabia Saudita, Kuwait, Giordania, Libano, Siria, Turchia, Palestina, Israele, Iraq, Iran e Pakistan. Nel 2005 è stata elaborata una strategia di conservazione del leone per l'Africa occidentale e centrale. Nello stesso anno, è stata valutata la distribuzione contemporanea del leone e la qualità del suo habitat nelle savane dell'Africa occidentale e centrale, individuando le cosiddette Lion Conservation Units (LCU). Tra il 2002 e il 2012, le stime delle dimensioni delle popolazioni presenti in queste unità hanno indicato un numero compreso tra 3 274 e 3 909 individui.

### Clade dell'Africa occidentale
Le ultime popolazioni appartenenti al clade dell'Africa occidentale sopravvivono in poche aree protette, dal Senegal a ovest fino alla Nigeria a est. Questa popolazione ha perso il 99% del suo areale storico. Tra i 246 e i 466 leoni vivono nel Complesso WAP, un grande sistema di aree protette che comprende principalmente i parchi nazionali di W, Arli e Pendjari, situati in Burkina Faso, Benin e Niger. È considerato estinto a livello regionale in Mauritania, Gambia, Guinea-Bissau, Mali, Sierra Leone, Costa d'Avorio e Togo, ed è probabilmente estinto in Guinea e Ghana. Il confine tra il clade dell'Africa occidentale e quello dell'Africa centrale segue in gran parte il corso inferiore del fiume Niger, che rappresenta una barriera permanente al flusso genico.
| Paesi                                | LCU                              | Area (km²) |
| ------------------------------------ | -------------------------------- | ---------- |
| Senegal, Mali, Guinea-Bissau, Guinea | Parco nazionale del Niokolo-Koba | 90.384     |
| Guinea                               | Parco nazionale dell'Alto-Niger  | 613        |
| Benin, Burkina Faso, Niger           | Complesso W-Arly-Pendjari        | 29.403     |
| Benin                                | tre aree non protette            | 6.833      |
| Nigeria                              | Parco nazionale di Kainji        | 5.340      |

### Clade dell'Africa centrale
La popolazione dell'Africa centrale è presente nelle seguenti aree protette:
- in Camerun, i leoni sono presenti nel Parco nazionale della Bénoué.[38] Nella Provincia del Nord sono stati documentati tra gennaio 2008 e maggio 2010.[39] La piccola popolazione del Parco nazionale di Waza è isolata e nel 2008 contava al massimo 20 individui.[40][41] Due leoni sono stati scoperti nel 2019 nel Parco nazionale di Mpem e Djim, nel sud del paese;[42]
- nella Repubblica Centrafricana, i leoni vivono nei parchi nazionali Bamingui-Bangoran, Manovo-Gounda St. Floris e Awakaba, nelle riserve faunistiche di Aouk Aoukale, Yata Ngaya, Nana Barya, Zemongo e in varie riserve di caccia.[43] Tuttavia, le stime sulla loro numerosità sono ritenute poco affidabili;[3]
- in Ciad, sono presenti nelle riserve faunistiche di Siniaka-Minia e nei parchi nazionali di Zakouma e Aouk, ma sono scomparsi dal Parco nazionale di Manda. Potrebbero sopravvivere in aree pastorali e montuose fuori dai parchi.[2] Nel 2004 la popolazione stimata era al massimo di 225 individui;[3]
- nel nord della Repubblica Democratica del Congo, i leoni abitano permanentemente foreste pluviali e radure all'interno di un mosaico di savane;[2]
- nel Darfur Meridionale (Sudan), i leoni erano abbondanti negli anni '50; causarono danni al bestiame e furono avvelenati: 76 furono abbattuti tra il 1947 e il 1952.[44] Sono stati documentati nel complesso protetto Dinder-Alatash tra il 2015 e il 2018;[45]
- nel Sudan del Sud, le conoscenze sulla distribuzione e la consistenza delle popolazioni sono scarse. I leoni dei parchi nazionali di Radom e del Sud potrebbero essere collegati a quelli della Repubblica Centrafricana;[2]
- in Etiopia, si trovano leone appartenenti sia alla sottospecie settentrionale che meridionale. Mentre quelli del Parco nazionale di Gambella appartengono alla sottospecie settentrionale (P. l. leo), quelli di altre zone appartengono al leone meridionale.[7]

| Paesi                            | LCU                                                       | Area (km²) |
| -------------------------------- | --------------------------------------------------------- | ---------- |
| Nigeria                          | Parco nazionale di Yankari                                | 2.250      |
| Camerun                          | Parchi nazionali di Waza e Bénoué                         | 16.134     |
| Repubblica Centrafricana         | Est del paese; riserve faunistiche di Bozoum e Nana Barya | 339.481    |
| Ciad                             | Sud-est del paese                                         | 133.408    |
| Repubblica Democratica del Congo | Garamba-Bili Uere                                         | 115.671    |
| Sudan, Sudan del Sud             | -                                                         | 331.834    |
| Sudan del Sud, Etiopia           | Boma-Gambella                                             | 106.941    |

### Clade asiatico/nordafricano
L'unica popolazione sopravvissuta di questo clade è il leone asiatico. In passato presente anche in Medio Oriente, oggi sopravvive allo stato selvatico solo nel Gujarat, in India. Geneticamente, i leoni estinti del Nord Africa (leoni berberi) rientrano nello stesso clade del leone asiatico. L'areale storico di questo gruppo comprendeva l'Africa settentrionale, l'Europa sud-orientale, la penisola arabica, il Medio Oriente e il subcontinente indiano. In particolare, i leoni era presenti in:
- Sahel, catene montuose del Sahara, costa berbera e Maghreb;[2][19][46]
- bacino del Mediterraneo orientale e regione del Mar Nero;[30][47][48]
- acquitrini mesopotamici, steppe boschive e foreste di pistacchio e mandorlo in Iran;[49][50][51]
- nord-ovest del subcontinente indiano, fino al Rajasthan e al Bengala.[52]

La popolazione di leoni berberi è estinta dagli anni '60 del Novecento. Il leone asiatico sopravvive nel Parco nazionale della Foresta di Gir e in ambienti forestali residui situati nei sistemi collinari di Gir e Girnar, che costituiscono le più vaste aree di foresta decidua secca, foresta spinosa e savana del Gujarat. È classificato come in pericolo nella Lista Rossa IUCN a causa della sua scarsa numerosità e ridotta estensione geografica.

## Biologia

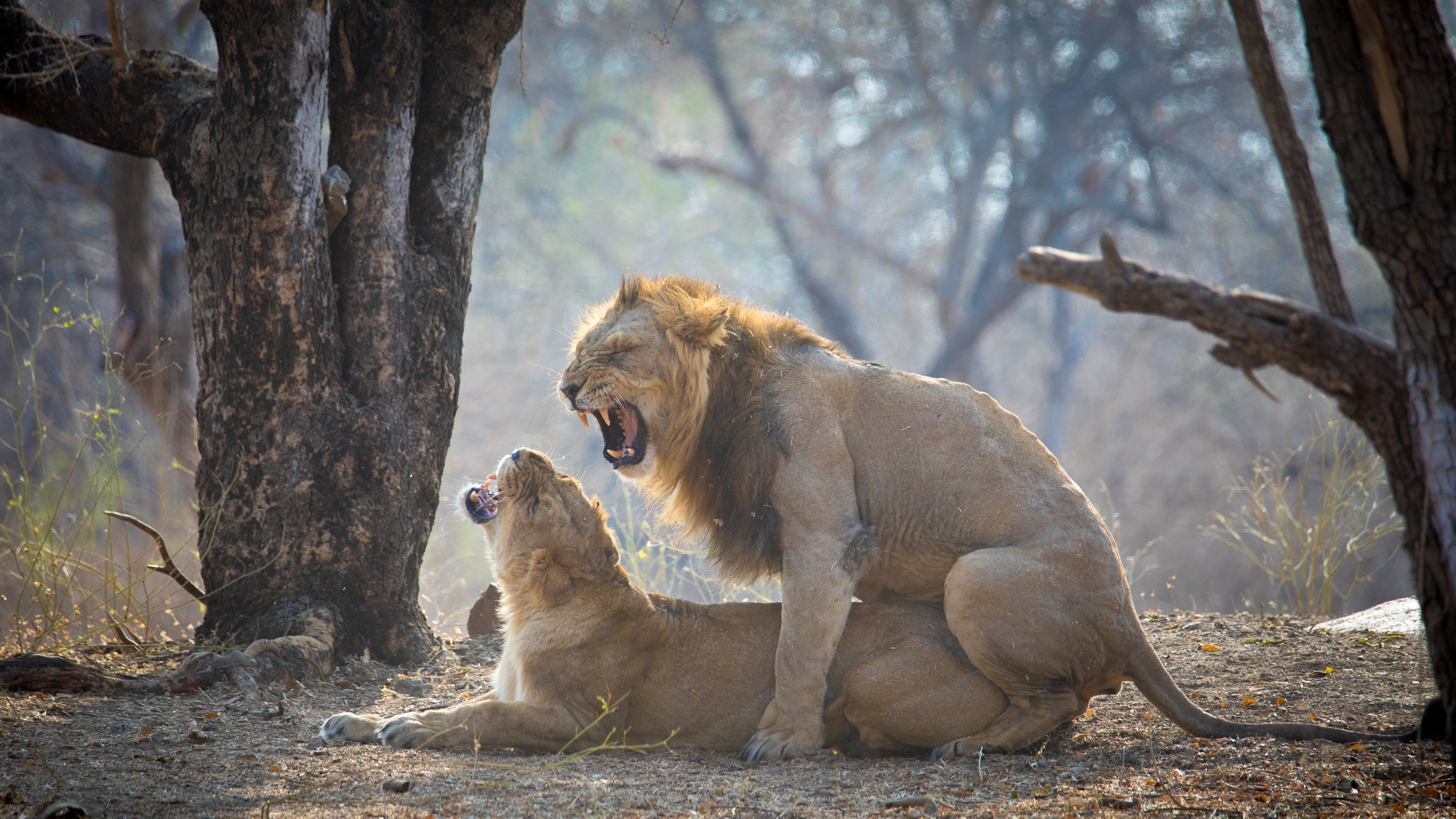
Accoppiamento tra leoni asiatici nella Foresta di Gir.

I maschi di leone asiatico sono generalmente solitari oppure formano piccoli gruppi composti al massimo da tre individui, costituendo una sorta di coalizione poco stabile. Le coppie di maschi tendono a riposare, cacciare e nutrirsi insieme, e marcano il territorio negli stessi punti. Le femmine, invece, si associano in gruppi più coesi che comprendono fino a 12 individui, formando vere e proprie unità di branco insieme ai cuccioli. Condividono tra loro le carcasse di grandi dimensioni, ma lo fanno raramente con i maschi. Femmina e maschio tendono a interagire solo per pochi giorni durante l'estro, ma raramente viaggiano o si nutrono insieme su base regolare.
Nel Parco nazionale della Pendjari, in Africa occidentale, i gruppi di leoni variano da uno a otto individui. Al di fuori dell'area protetta, i gruppi sono più piccoli e spesso comprendono un solo maschio. Nel Parco nazionale di Waza, in Camerun, tre femmine e due maschi furono dotati di radio-collare nel 1999 e monitorati fino al 2001. Le femmine si muovevano in un'area compresa tra 352 e 724 km², restando perlopiù all'interno del parco. I maschi, invece, avevano aree di attività più estese, comprese tra 428 e 1054 km², che includevano sia l'interno che l'esterno del parco, dove attaccarono ripetutamente il bestiame. Uno di essi fu ucciso, mentre l'altro venne ferito e poi curato. Dopo il recupero, quest'ultimo spostò la propria area di attività all'interno del parco e non fu più osservato attaccare animali domestici.

### Caccia e dieta
In generale, i leoni preferiscono prede di grandi dimensioni, in un intervallo di peso compreso tra i 190 e i 550 kg. Tuttavia, cacciano anche ungulati tra i 40 e i 270 kg, come l'orice (Oryx gazella), il bufalo cafro (Syncerus caffer), lo gnu striato (Connochaetes taurinus), la giraffa (Giraffa camelopardalis), l'antilope alcina (Tragelaphus oryx), il cudù maggiore (T. strepsiceros), il nyala (T. angasii), l'antilope roana (Hippotragus equinus), l'antilope nera (H. niger), la zebra di pianura (Equus quagga), il potamocero (Potamochoerus larvatus), il facocero (Phacochoerus africanus), l'alcelafo (Alcelaphus buselaphus), il damalisco (Damaliscus lunatus), la gazzella di Thomson (Eudorcas thomsonii), il cobo (Kobus ellipsiprymnus) e il kob (K. kob). L'analisi di 119 campioni fecali raccolti nel Parco nazionale del Faro, in Camerun, ha rivelato che le prede principali erano il kob e il tragelafo settentrionale (Tragelaphus scriptus), seguiti da cobo, istrice crestato (Hystrix cristata), potamocero, antilope roana, babbuino oliva (Papio anubis) e oribi (Ourebia ourebi). Nel Parco nazionale della Foresta di Gir, in India, i leoni predano principalmente cervi pomellati (Axis axis), sambar (Rusa unicolor), nilgau (Boselaphus tragocamelus), bovini domestici (Bos taurus), bufali domestici (Bubalus bubalis), e più raramente anche cinghiali (Sus scrofa). Al di fuori dell'area protetta, dove le prede selvatiche sono assenti, i leoni si nutrono prevalentemente di bufali e bovini domestici, e in casi più rari anche di dromedari (Camelus dromedarius). Le prede vengono abbattute in genere a meno di 100 metri dai punti d'acqua, con attacchi a corto raggio e successivo trascinamento della carcassa in coperture vegetali fitte.
È probabile che i leoni predino animali domestici soprattutto nei periodi in cui le prede selvatiche sono meno abbondanti, come durante la stagione delle piogge. In un'indagine condotta tra allevatori di sei villaggi nei dintorni del Parco di Waza è emerso che gli attacchi al bestiame avvengono soprattutto durante la stagione delle piogge, quando la fauna selvatica tende ad allontanarsi dalle pozze d'acqua artificiali.

## Minacce
In Africa, i leoni vengono uccisi in modo preventivo o per ritorsione a seguito di attacchi al bestiame. Le popolazioni sono minacciate anche dalla riduzione delle prede disponibili, dalla perdita e dalla conversione degli habitat naturali.
La popolazione di leoni dell'Africa occidentale è frammentata e isolata, con meno di 250 individui maturi. È fortemente minacciata dal bracconaggio e dal commercio illegale di parti del corpo. Parti di leoni prelevate in Benin sono contrabbandate verso Niger, Nigeria, Gabon, Costa d'Avorio, Senegal e Guinea; da Burkina Faso, invece, sono esportate illegalmente verso Benin, Costa d'Avorio, Senegal e Guinea. In Nigeria, la popolazione isolata del Parco nazionale di Gashaka Gumti è soggetta a caccia e avvelenamenti da parte delle popolazioni locali.
La popolazione dell'Africa centrale è ugualmente minacciata dalla perdita di habitat e prede, nonché dalla caccia al trofeo. Tra il 1985 e il 2010, ogni anno venivano esportati dal Camerun tra i sette e i dodici trofei di leone. Nel Parco nazionale della Bénoué, è stato osservato che abitanti locali tagliavano pezzi di carne da una carcassa di leone appena ucciso. Le comunità residenti nei pressi dell'area protetta hanno riferito in interviste che i leoni attaccano frequentemente il bestiame durante la stagione secca. Per difendersi, usano esche avvelenate per eliminare i carnivori. Nel Parco nazionale di Waza, tra il 2007 e il 2008, due dei quattro leoni dotati di radio-collare sono stati uccisi; si presume inoltre la morte di una femmina adulta, due maschi adulti e tre cuccioli. Pastori nomadi utilizzano frecce avvelenate con veleno di cobra per colpire i leoni in risposta agli attacchi al bestiame. Nelle regioni settentrionali del Camerun, l'aumento della migrazione dalla Nigeria dovuta all'instabilità politica ha rappresentato un'ulteriore minaccia per la sopravvivenza dei leoni locali.
In Etiopia, nelle vicinanze del Parco nazionale di Gambella, gli abitanti del posto hanno denunciato episodi di bracconaggio ai danni dei leoni da parte di forze paramilitari. Nelle aree attorno al Parco nazionale di Chebera Churchura, leoni, leopardi (Panthera pardus) e iene maculate (Crocuta crocuta) vengono uccisi con trappole artigianali come ritorsione per le predazioni sul bestiame domestico.
Infine, rilevamenti condotti nella regione di Chinko, nella Repubblica Centrafricana, hanno mostrato un drastico calo della popolazione leonina tra il 2012 e il 2017, a seguito dell'invasione di pastori transumanti provenienti dalla zona di confine con il Sudan. I ranger hanno rinvenuto numerose carcasse di leone e sequestrato grandi quantità di veleno nei campi degli allevatori, che erano accompagnati da mercanti armati coinvolti nel bracconaggio di grossi erbivori, nel commercio di carne di selvaggina e nella vendita di pelli di leone.

## Conservazione
In India, il leone è una specie protetta e figura nell'Appendice I della CITES. I leoni africani, invece, sono elencati nell'Appendice II. Nel 2004 fu proposta l'inclusione di tutte le popolazioni di leone nell'Appendice I della CITES, con l'obiettivo di ridurre l'esportazione di trofei di caccia e applicare un processo di autorizzazione più rigido, alla luce dei risvolti negativi associati alla caccia al trofeo.
Nel 2006, una "Strategia per la conservazione del leone per l'Africa occidentale e centrale" fu elaborata in collaborazione tra gli uffici regionali della IUCN e varie organizzazioni per la tutela della fauna selvatica. La strategia mirava a garantire habitat adeguati, una base sufficiente di prede selvatiche, una convivenza sostenibile tra uomini e leoni, e a ridurre i fattori che causano l'ulteriore frammentazione delle popolazioni. Indagini e interviste condotte tra gli allevatori nelle aree limitrofe alle zone protette hanno rivelato che l'installazione di recinti rinforzati per il bestiame ha significativamente ridotto gli episodi di predazione da parte dei leoni, contribuendo così a mitigare il conflitto uomo-leone.
L'efficacia della caccia al trofeo come misura sostenibile per la conservazione del leone è stata oggetto di dibattiti controversi. Nel 2016, un gruppo di studiosi raccomandò l'introduzione di una quota di un leone ogni 1 000 km² nel complesso protetto WAP, sconsigliando l'imposizione di un embargo all'importazione dei trofei provenienti da questa regione. Tale proposta è stata tuttavia fortemente criticata, poiché ritenuta basata su stime poco affidabili circa la consistenza della popolazione di leoni nella regione WAP, rendendo la quota suggerita inadeguata.

### In cattività

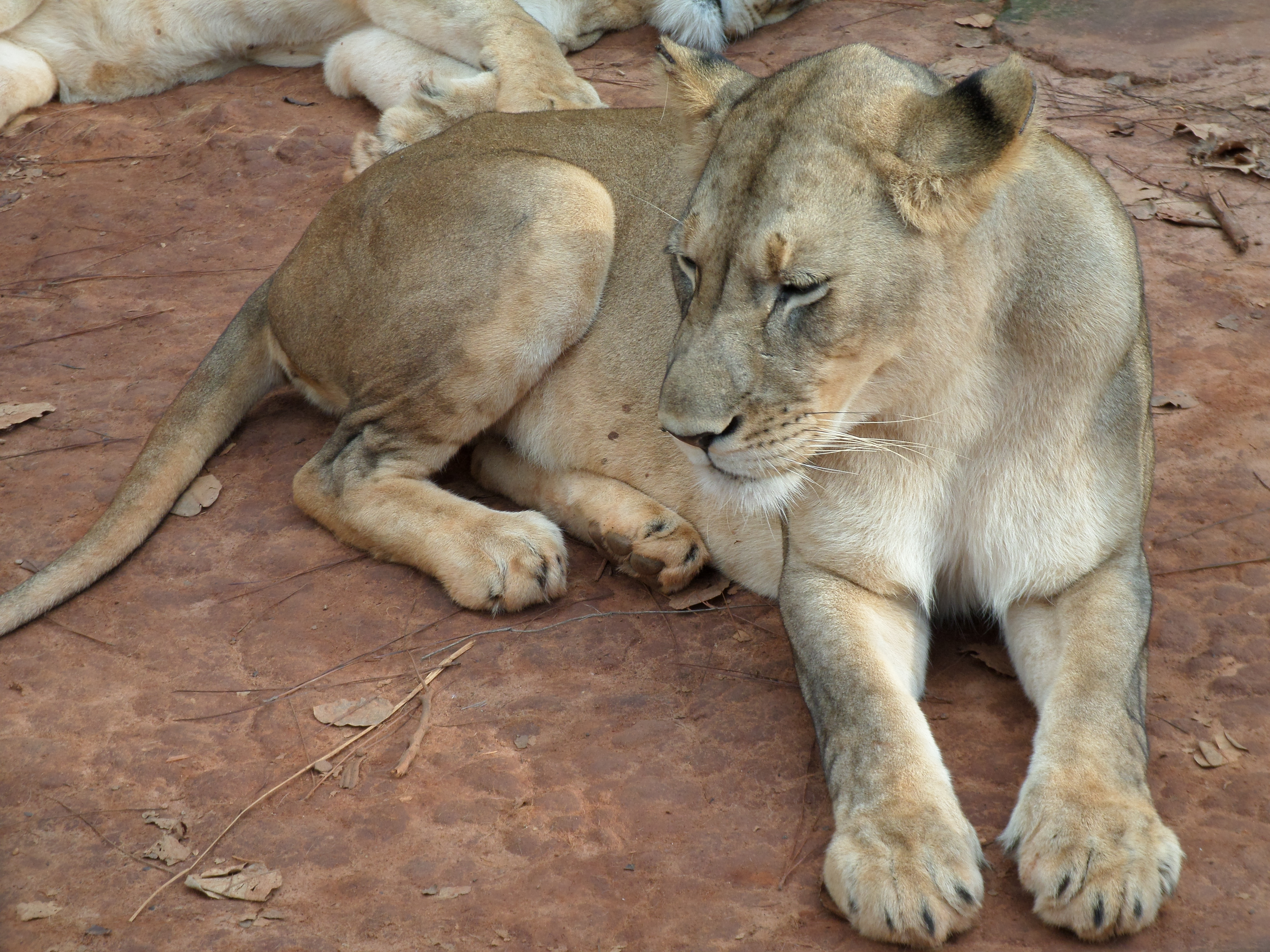
Leoni in cattività nel Parco nazionale della Mefou.

Nel 2006, erano registrati nel sistema internazionale International Species Information System 1.258 leoni in cattività, tra cui 13 individui provenienti dalla fascia tra Senegal e Camerun, 115 dall'India e 970 di origine incerta. Inoltre, diversi leoni custoditi presso lo zoo di Addis Abeba in Etiopia risultavano geneticamente simili a esemplari selvatici del Camerun e del Ciad. Tali leoni differivano da quelli dello zoo di Sana'a (Yemen), ritenuti di presunta origine etiope. Tuttavia, analisi genetiche successive non hanno confermato tali affinità, assegnando anche questi individui al gruppo P. l. melanochaita.
Nel 2023, una leonessa del Parco nazionale del Niokolo-Koba, in Senegal, ha dato alla luce tre cuccioli, due maschi e una femmina. L'obiettivo del parco è incrementare la popolazione di leoni a 50 individui entro la fine del 2025, per poi raddoppiarla nei cinque anni successivi.